# Torpedeiro (avião)
Um torpedeiro é um bombardeiro desenhado com o objectivo de atacar navios com torpedos, mas também podendo carregar bombas convencionais. O motivo para este avião especificamente criado é devido à necessidade de os aviões precisarem de uma fuselagem mais comprida para carregar torpedos.
A Marinha do Brasil usou esse tipo de avião, na sua versão hidroavião-torpedeiro, aviões esses tanto biplanos como monoplanos, esses últimos em operações navais da Segunda Guerra Mundial, operados em navios mercantes, adaptados para a guerra.
Os torpedeiros em suas várias versões operacionais, foram desenvolvidos nos finais da Primeira Guerra Mundial e durante a Segunda Guerra Mundial, aperfeiçoados, onde foram importantes em várias batalhas, por exemplo no ataque Britânico na batalha de Taranto e no ataque Japonês a Pearl Harbor.
Este tipo de avião desapareceu quase mediamente após o fim da guerra, sendo substituídos por outros aviões mais comuns, e por sua vez por misseís. Desde os anos 50 alguns helicópteros começaram a ser capazes de lançar torpedos, mesmo sendo utilizados para combate anti-submarino em vez de combate aéreo. Passando então a servirem como defesas para fragatas e porta-aviões.

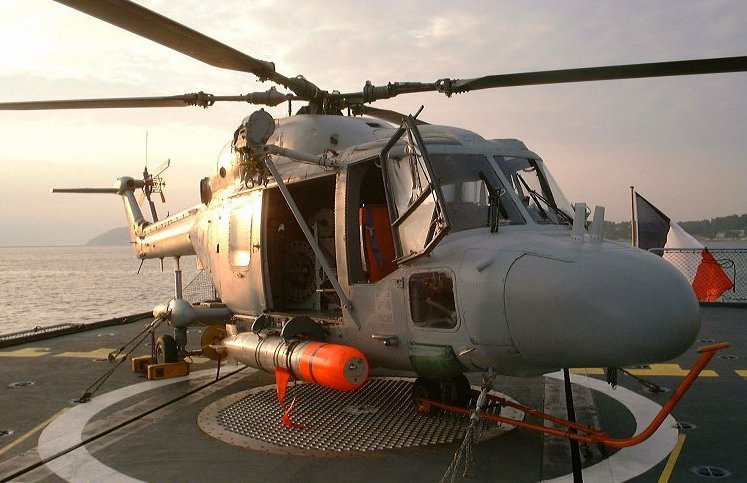
Um helicóptero Lynx com um torpedo mk46.

## Batalhas
Algumas das batalhas em que foram utilizados torpedeiros:
- Segunda Guerra Mundial:
  - Batalha de Taranto (12 de Novembro de 1940), a RAF utiliza 21 bombardeiros Fairey Swordfish para atacar a frota Italiana;
  - Ataque a Pearl Harbor (7 de Dezembro de 1941), a Marinha Imperial Japonesa utiliza mais de 200 bombardeiros para atacar a frota americana de Pearl Harbor.